# Peter Oppenheimer
Peter Oppenheimer Fue el vicepresidente y Director de Finanzas (CFO) de la empresa de tecnología informática  Apple Inc. y actual miembro de la junta directiva de Goldman Sachs.
Oppenheimer pasó 18 años en Apple, reportando directamente al CEO Tim Cook y sirviendo en el comité ejecutivo de la compañía. Como CFO, Oppenheimer supervisó las funciones de controlador, tesorería, relaciones con inversionistas, impuestos, sistemas de información, auditoría interna, instalaciones, desarrollo corporativo y recursos humanos. Se retiró de Apple en 2014.

## Funciones
Como CFO, Oppenheimer supervisa el control, tesorería, relaciones con los inversores, impuestos, sistemas de información, auditoría interna, instalaciones, el desarrollo de la empresa y las funciones de recursos humanos. Depende directamente del CEO de Apple Tim Cook y sirve en el comité ejecutivo de la empresa.

## Biografía
Nacido en 1963, Oppenheimer es Licenciado en negocios agrícolas, graduado en la Universidad Estatal Politécnica de California, que funciona en San Luis Obispo. Posee además un MBA de la Universidad de Santa Clara, ambos obtenidos con honores. Actualmente es miembro de la fraternidad Alpha Gamma Rho.
Oppenheimer pasó seis años en la Práctica de Consultoría de Tecnologías Informáticas con Coopers & Lybrand, donde dirigió la tesorería, los sistemas de contrataciones para los clientes de seguros, las telecomunicaciones, el transporte y las industrias de la banca. Oppenheimer se incorporó al procesamiento automático de datos (ADP), donde fue director Financiero de la División Servicio de Reclamos.
En el año 1996, se sumó a Apple Computer como controlador para las Américas. En 1997, fue ascendido a Vicepresidente Global de Ventas y, a continuación, controlador de la empresa.

## Carrera
Oppenheimer pasó seis años en la Práctica de Consultoría de Tecnología de la Información con Coopers y Lybrand (ahora PricewaterhouseCoopers), donde administró contratos de sistemas financieros para clientes en las industrias de seguros, telecomunicaciones, transporte y banca. Oppenheimer se unió al Procesamiento Automático de Datos (ADP), donde fue director Financiero de la División de Servicios de Reclamos.
En 1996, Oppenheimer se unió a Apple como controlador para las Américas. En 1997, fue promovido a vicepresidente y controlador de ventas mundial y luego a controlador corporativo.
El 3 de marzo de 2014, Oppenheimer anunció que se uniría al Consejo de Administración de Goldman Sachs como director independiente. El 4 de marzo de 2014, anunció que se retiraría de Apple a finales de septiembre de 2014